# Peter Goldhawk
Peter Goldhawk es un deportista zimbabuense que compitió en natación adaptada. Ganó una medalla de plata en los Juegos Paralímpicos de Tel Aviv 1968 en la prueba de 50 m espalda incompleta (clase 3).

## Palmarés internacional
| Representando a Rodesia del Sur |                   |                  |                                 |
| Juegos Paralímpicos             |                   |                  |                                 |
| Año                             | Lugar             | Medalla          | Prueba                          |
| 1968                            | Tel Aviv (Israel) | Medalla de plata | 50 m espalda incompleta clase 3 |